# Murales de la Industria de Detroit
Los Murales de la Industria de Detroit (1932-1933) son una serie de frescos del artista mexicano Diego Rivera, que consta de veintisiete paneles que representan la industria en Ford Motor Company y en Detroit. Juntos rodean el interior de Rivera Court en el Instituto de Artes de Detroit. Pintados entre 1932 y 1933, Rivera los consideró su obra más exitosa. El 23 de abril de 2014 fueron designados por el Departamento del Interior como Hito Histórico Nacional.
Los dos paneles principales en las paredes norte y sur representan a trabajadores que trabajan en la planta River Rouge de Ford Motor Company. Otros paneles muestran los avances realizados en diversos campos científicos, como la medicina y las nuevas tecnologías. La serie de murales, en su conjunto, expresa la idea de que todas las acciones e ideas son una.

## Comisión
En 1932 Wilhelm Valentiner, director del Instituto de Arte de Detroit, le encargó al artista mexicano Diego Rivera que pintara 27 murales al fresco en el patio interior del museo. Los funcionarios querían que Rivera incorporara elementos que representaran a toda la industria en Detroit, no solo a la industria automotriz dominante. Según los términos del acuerdo de la comisión, se esperaba que el museo pagara todos los gastos de materiales, mientras que se esperaba que Rivera pagara a sus asistentes con los honorarios de su artista. En ese momento, los materiales para tales frescos eran increíblemente caros. El precio acordado por los frescos entre el museo y Rivera se consideró muy alto. Edsel Bryant Ford contribuyó con 20.000 dólares para hacer posible el trato.
Rivera acababa de terminar un mural en la Escuela de Bellas Artes de California (ahora San Francisco Art Institute). Este mural mostró su habilidad pictórica así como su interés por la cultura industrial moderna de los Estados Unidos.

## El proyecto
Rivera inició el proyecto investigando las instalaciones del Ford River Rouge Complex. Pasó tres meses recorriendo todas las plantas, preparando cientos de bocetos y conceptos para el mural. También se le asignó un fotógrafo como ayuda para encontrar material de referencia visual. El fotógrafo era W. J. Stettler, fotógrafo oficial de Ford para la planta de River Rouge.

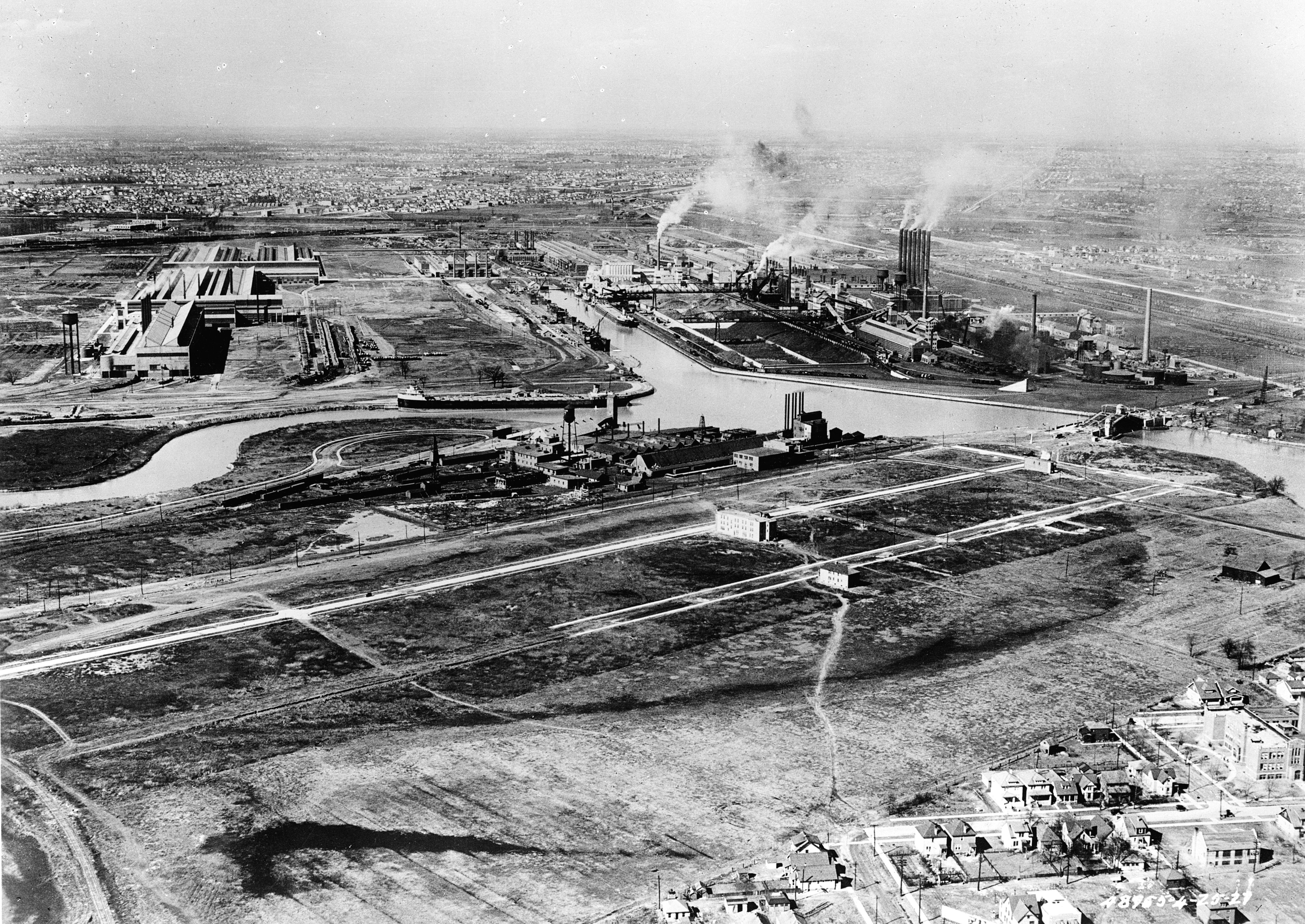
Vista aérea del Ford River Rouge Complex.

Rivera estaba asombrado por la tecnología y la modernidad de las plantas de Detroit. La industria automotriz de Detroit estaba integrada verticalmente, con la capacidad de fabricar todos los componentes para sus automóviles, algo considerado una maravilla industrial en ese momento. En 1927, Ford Motor Company estaba introduciendo mejoras tecnológicas avanzadas para su línea de montaje, una de las cuales era la revolucionaria línea de montaje de automóviles automatizada. Aunque intrigado por la industria automotriz y sus elementos relacionados, también expresó interés en la industria farmacéutica. Pasó algún tiempo en la planta farmacéutica Parke-Davis en Detroit para realizar una investigación para su comisión. Durante este período, Detroit tenía una economía industrial avanzada y era el sitio de la industria manufacturera más grande del mundo. Además, tenía fábricas que producían diversos bienes y productos básicos que iban desde acero, energía eléctrica y cemento. Aunque bien conocido por la producción masiva de automóviles, Detroit también fabricó barcos, tractores y aviones.
Rivera comenzó a trabajar en el mural en 1932, durante la Gran Depresión. Completó el encargo en ocho meses, un lapso relativamente corto para un trabajo tan grande y complejo. Para ello, Rivera y sus asistentes tenían un horario de trabajo agotador, trabajando habitualmente quince horas diarias sin descansos entre ellas. Rivera perdió 100 libras en el transcurso del proyecto debido al trabajo riguroso.

## Murales norte y sur

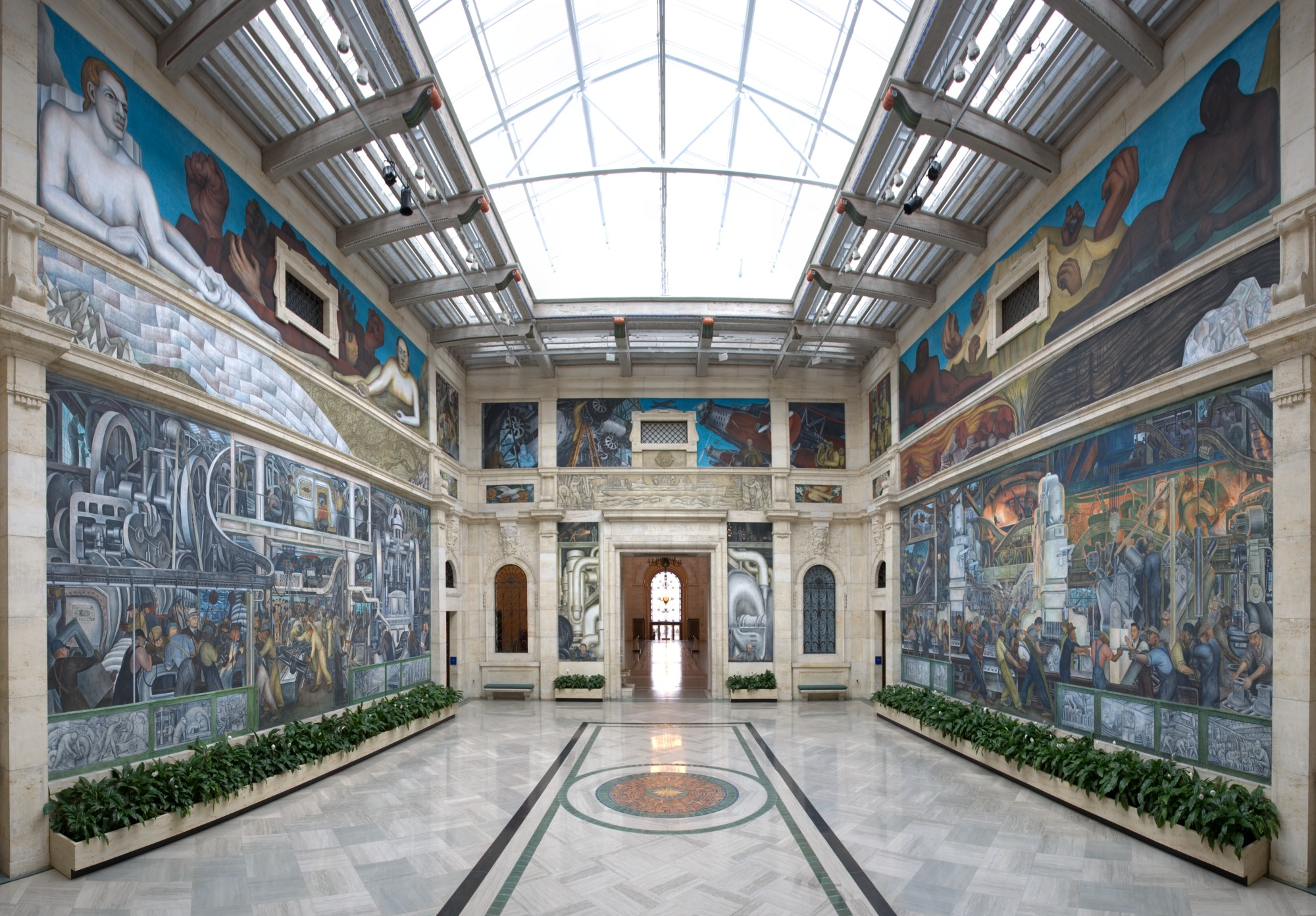
El Patio de Rivera alberga los dos murales más grandes de los 27 terminados por Rivera.

Los dos murales más grandes de los 27 terminados por Rivera están ubicados en las paredes norte y sur del patio interior, ahora conocido como el Patio de Rivera. Los murales representan a los trabajadores del Ford River Rouge Complex en Dearborn, Míchigan.
Los dos murales más grandes, en las paredes norte y sur de la corte, se consideran el clímax de la narrativa que Rivera describió en el total de 27 paneles. La pared norte pone al trabajador en el centro y representa el proceso de fabricación del motor V8 de Ford de 1932. El mural también explora la relación entre el hombre y la máquina. En una era de producción mecánica, la frontera entre el hombre y la máquina era un tema comúnmente explorado. Si bien las máquinas se hicieron para imitar las habilidades del hombre, y los hombres tenían que responder a las máquinas, los trabajadores y líderes estaban preocupados por los derechos éticos de la mayoría de la clase trabajadora.

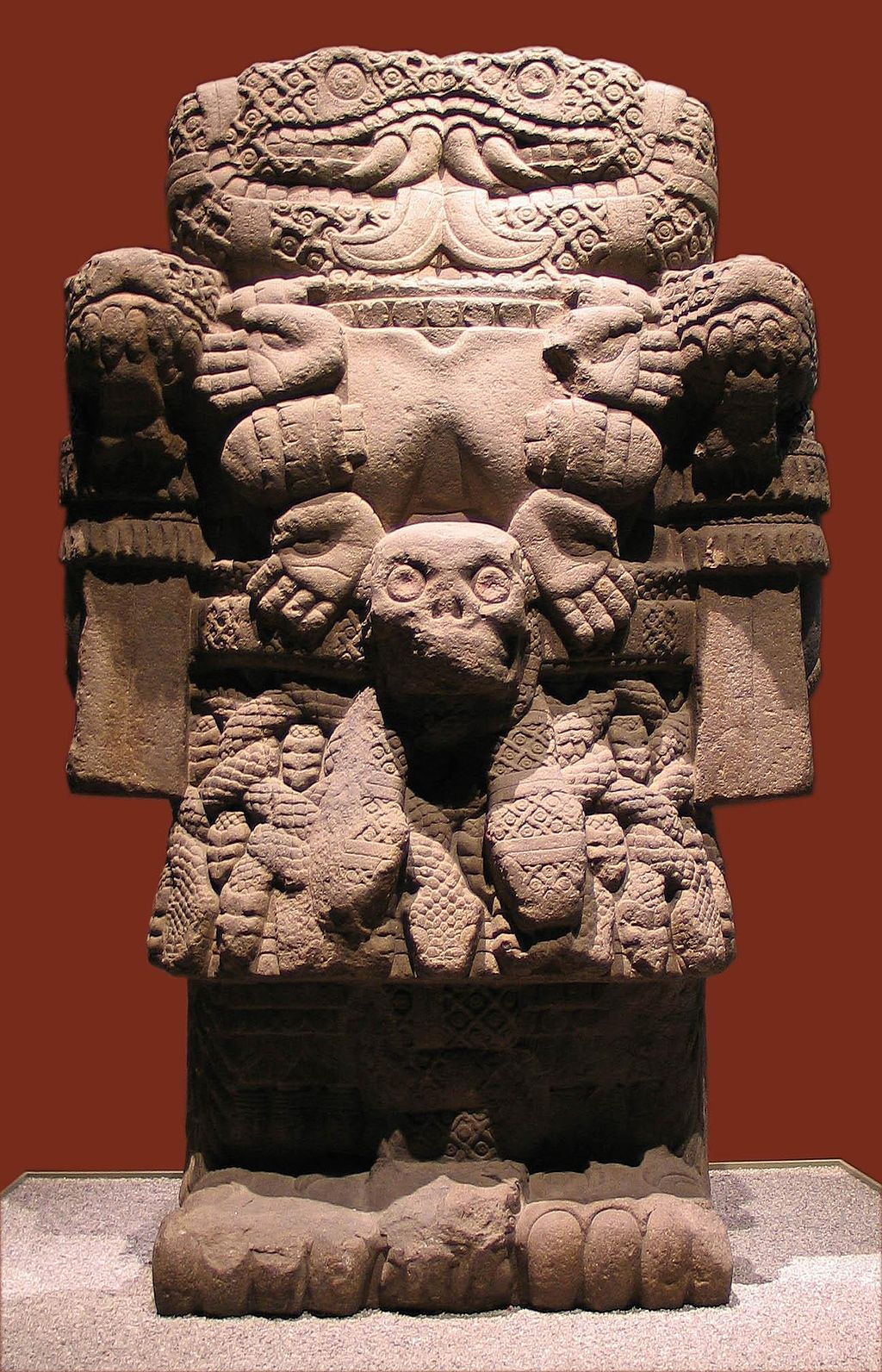
Estatua de Coatlicue exhibida en el Museo Nacional de Antropología de la Ciudad de México.

Rivera también incorporó elementos como imágenes de altos hornos que fabricaban mineral de hierro, fundiciones que fabrican moldes para piezas, cintas transportadoras que llevan las piezas fundidas, operaciones de mecanizado e inspecciones. Rivera representó todo el proceso de fabricación en el gran mural del lado norte. En el lado derecho e izquierdo retrató la industria química: yuxtaponiendo científicos que producen gas venenoso para la guerra y científicos que producen vacunas para fines médicos.
En el lado opuesto del muro norte, Rivera describe el proceso de fabricación de las partes exteriores de los automóviles, enfocándose en la tecnología como una cualidad importante del futuro. Él alegoriza este concepto a través de una de las enormes máquinas de prensado de piezas representadas en el mural. La máquina está destinada a simbolizar la historia de la creación de la diosa azteca Coatlicue.
En la mitología azteca indígena de México, Coatlicue era la madre de los dioses. Ella dio a luz a la luna, las estrellas y Huitzilopochtli, el dios del sol y la guerra. La historia de Coatlicue era importante para los aztecas y resumía la complejidad de su cultura y creencias religiosas. Los críticos han sugerido que Rivera contrastó la historia azteca con el papel y el lugar de la tecnología moderna. Se había vuelto tan importante culturalmente que en ocasiones fue apoyado y defendido con tanta pasión como una nueva religión que prometía un futuro mejor a la humanidad.

## Notoriedad
Rivera fue una elección controvertida para este proyecto de arte, ya que era conocido por seguir la filosofía marxista. La Depresión había interrumpido la fe de Estados Unidos en el progreso industrial y económico. Algunos críticos vieron los murales como propaganda marxista. Cuando se completaron los murales, el Instituto de Artes de Detroit invitó a varios clérigos a comentar. El clero católico y episcopal condenó los murales como blasfemos. The Detroit News protestó diciendo que eran "vulgares" y "antiestadounidenses". Como resultado de la controversia, 10,000 personas visitaron el museo en un solo domingo y la ciudad aumentó su presupuesto.
Un panel en la pared norte presenta una figura infantil parecida a un Cristo con cabello dorado que recuerda a un halo. Flanqueándolo a la derecha hay un caballo (en lugar del burro de la tradición cristiana); a la izquierda hay un buey. Directamente debajo hay varias ovejas, un animal incluido en los tradicionales belenes. También representa a Cristo como Agnus Dei (Cordero de Dios). Un médico cumple el papel de José y una enfermera el de María; juntos están administrando una vacuna al niño. En el fondo, tres científicos, como los magos bíblicos, participan en lo que parece ser un experimento de investigación. Esta parte del fresco es claramente una versión moderna de las imágenes tradicionales de la Sagrada Familia, pero algunos críticos lo interpretan como una parodia más que como un homenaje.
Algunos historiadores del arte han sugerido que el mecenas de Rivera, Edsel Ford, avivó la controversia para generar publicidad sobre la obra de arte. Una exhibición en exploró esta teoría.

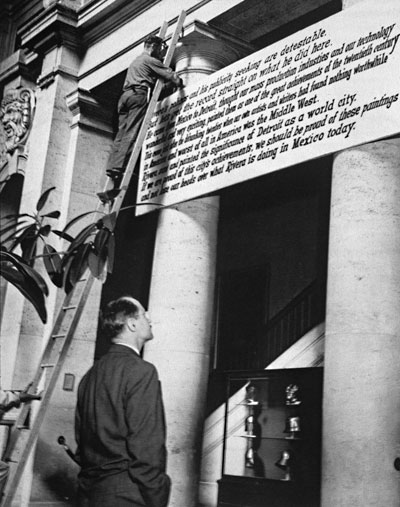
El letrero de exención de responsabilidad erigido en la década de 1950 junto a los murales de Rivera

En su inauguración, este panel ofendió tanto a algunos miembros de la comunidad religiosa de Detroit que exigieron que fuera destruido, pero el comisionado Edsel Ford y el director del museo, Wilhelm Valentiner, se mantuvieron firmes. En los años 1950 se incluyó un cartel a la entrada de la Sala Rivera describiendo como "detestables" ls ideas políticas de Rivera. El mural permanece en su lugar.

## Lectura adicional
- Rosenthal,  Mark Lawrence (2015). Diego Rivera & Frida Kahlo in Detroit. Detroit Institute of Arts. pp. 248 páginas. ISBN 9780300211603.